# Tsuga mertensiana
Tsuga mertensiana (тсуґа гірська, англ. Mountain hemlock, фр. pruche de Patton) — вид хвойних рослин родини соснових.

## Поширення, екологія
Країни проживання: Канада (Британська Колумбія); США (Аляска, Каліфорнія, Орегон, Вашингтон). Росте від близько рівнем моря на Алясці до 1500 м над рівнем моря вздовж узбережжя; в Каскадних горах між 1200 і 2100 м над рівнем моря, а в Сьєрра-Неваді (підвид grandicona) між 1800 і 3350 м над рівнем моря. Росте на різних не вапняних кислих ґрунтах, іноді на торфі, більш звичайно на мор гумусі (pH 3,1–3,9). Підвид. mertensiana обмежується кліматичною зоною з великою кількістю опадів, в Британській Колумбії між 2000 і 4000 мм на рік, з довгими, сніжними зимами і коротким прохолодним літом. Підвид. grandicona зростає в набагато більш сухому кліматі, але, перш за все, на високих, пн. схилах. Цей вид є одним з основних компонентів в гірському субальпійському тсуґово-ялиновому лісі. Зростає в чистих поселеннях або в суміші з Abies lasiocarpa, локально також з Abies amabilis, Picea glauca, Picea sitchensis, Picea engelmannii, Pinus, Tsuga heterophylla, Xanthocyparis nootkatensis, Juniperus occidentalis, Betula papyrifera.

## Морфологія

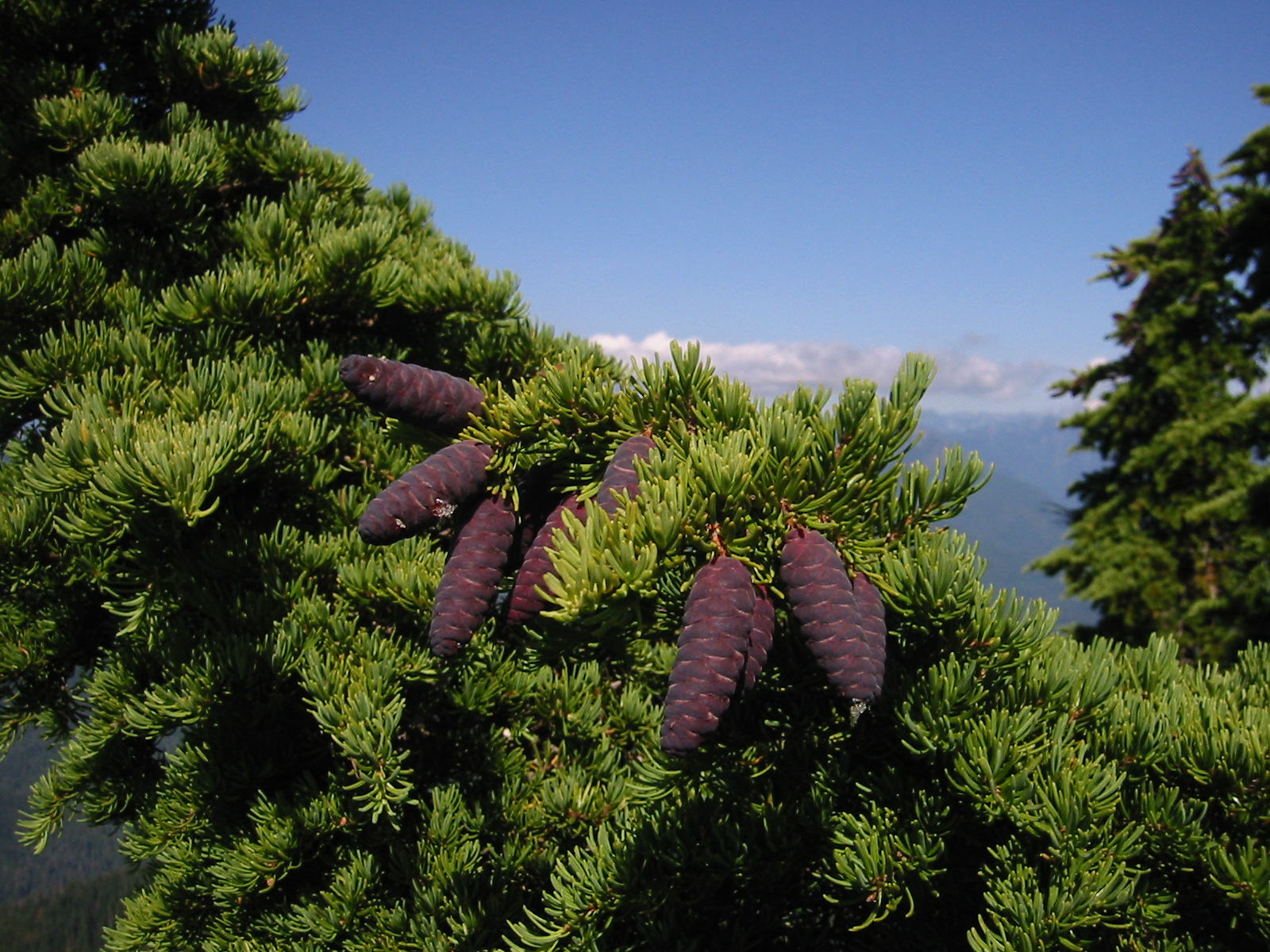

Дерево 40 м заввишки й 150 см у діаметрі; крона конічна. Кора від темно-сірого до червонувато-коричневого кольору, луската і глибоко розколота. Бруньки довгасті, 3–4 мм. Голки 10–25(30) мм, обидві поверхні сизі. Насіннєві шишки фіолетові після дозрівання від середньо- до темно-сіро-коричневого кольору, довгасто-циліндричні, розміром 3–6 × 1,5–2,5 см (відкриті), вершини від округлих до загострених. Насіння червоно-коричневе, 2–3 мм завдовжки, з тонкими, 7–12 мм завдовжки блідо-рожево-коричневими крилами. 2n = 24.

## Використання
Цей повільнорослий вид виробляє помірно сильну деревину, але її застосування обмежене екологічними міркуваннями. М'яка і щільна, з коричневою серцевиною деревина, інколи рожевою, і світлішою заболонню; її використання в даний час обмежується столярними та деякими обмеженими додатками на будівництво. У своєму природному середовищі цінується туристами своїм мальовничим виглядом на гірських хребтах. Це також робить вид чудовим декоративним деревом для садів з його густим листям з довгими і короткими пагонами і, природно, виглядом шишок. Незважаючи на це, рідкісне в садах. Серед сортів форми з «синім» або блискучим листям або особливо цінуються.

## Загрози та охорона
Загрози не були визначені для цього виду. Цей вид зустрічається в кількох охоронних територіях, серед яких відомі національні парки.